# ایزا گونزالس
ایزا گونزالس (انگلیسی: Eiza González؛ زادهٔ ۳۰ ژانویهٔ ۱۹۹۰) هنرپیشه، خواننده، مدل، و بازیگر سینما اهل مکزیک است. وی از سال ۲۰۰۷ میلادی تاکنون مشغول فعالیت بوده است.

## زندگی شخصی
تا اواخر اوت ۲۰۱۳، گونزالس در لس آنجلس زندگی می‌کرد. در سپتامبر ۲۰۱۵، او فاش کرد که از ۱۵ سالگی تا ۲۰ سالگی به دلیل مرگ پدرش با افسردگی و پرخوری اجباری دست و پنجه نرم می‌کرده است.

## فیلم‌شناسی

### آثار مهم بازیگری در سینما
- بیبی راننده (۲۰۱۷)
- به مارون خوش آمدید (۲۰۱۸)
- تپه‌های بهشت (۲۰۱۹)
- آلیتا: فرشته جنگ (۲۰۱۹)
- او گم شده است (۲۰۱۹)
- هابز و شاو (۲۰۱۹)
- بلادشات (۲۰۲۰)
- شهر گلو بریده (۲۰۲۰)
- من خیلی مراقبم (۲۰۲۰)
- گودزیلا در برابر کونگ (۲۰۲۱)
- وسعت عشق (۲۰۲۱)
- آمبولانس (۲۰۲۲)
- وزارت جنگ ناجوانمردانه (۲۰۲۴)
- خاکستر (۲۰۲۵)
- چشمه جوانی (۲۰۲۵)
- در منطقه خاکستری (۲۰۲۵)
- مایک، نیک و آلیس (آینده)
- من عاشق حامی‌ها هستم (آینده)

### تلویزیون
- لولا: روزی روزگاری (۲۰۰۷)
- زنان قاتل (۲۰۰۹)
- سوئنا کومیگو (۲۰۱۰)
- عشق‌های حقیقی  (۲۰۱۲)
- از غروب تا طلوع (۲۰۱۴)
- مسئله سه جسم (۲۰۲۴)